# Beatrice Armstrong
Beatrice Armstrong (Willesden, Reino Unido, 11 de enero de 1894-12 de marzo de 1981), también llamada Eileen Armstrong, fue una clavadista o saltadora de trampolín británica especializada en los saltos desde la plataforma, donde consiguió ser subcampeona olímpica en 1920.

## Carrera deportiva
En los Juegos Olímpicos de 1920 celebrados en Amberes (Bélgica) ganó la medalla de plata en los saltos desde la plataforma, con una puntuación de 33.4 puntos, tras la danesa Stefanie Clausen  (oro con 34 puntos) y por delante de la sueca Eva Olliwier (bronce con 33.2 puntos).